# Opel K 180
 (décembre 2024).

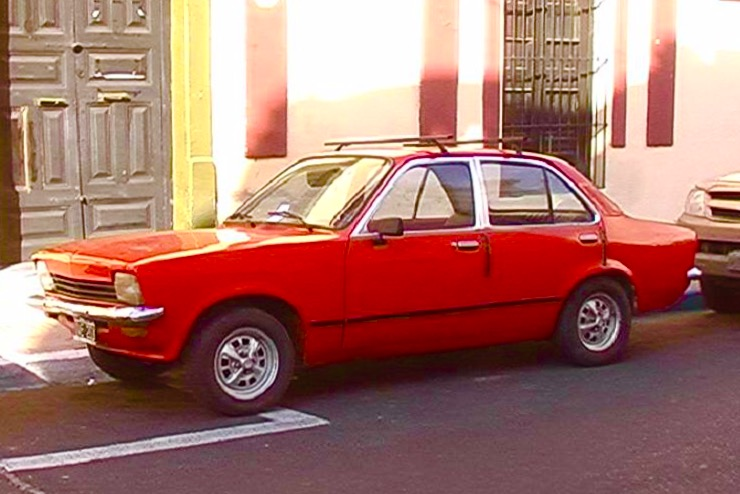
Opel K 180, la version argentine de l'Opel Kadett C

L’Opel K 180 était un modèle de la catégorie automobile compacte produit par General Motors (GM) Argentine de 1974 à 1978.
En 1974, GM Argentine a introduit l’Opel Kadett C sur le marché local exclusivement en tant que berline quatre portes. La voiture était propulsée par un moteur quatre cylindres en ligne de 1,8 litre développant 86 ch (63 kW). En 1976, le modèle de base a été rejoint par une version LX plus équipée et une version Rally plus sportive, chacune avec une technologie inchangée. En 1978, GM ferme sa succursale argentine et la production de la K 180 est interrompue.